# 안드로메다자리 5
안드로메다자리 5(5 Andromedae / 5 And)는 안드로메다자리의 항성으로 겉보기 등급은 +5.7 등급이다. 지구에서 111 광년 떨어져 있다.

## 참고 자료
- 안드로메다자리 5의 사진[깨진 링크(과거 내용 찾기)]